# Lista principilor de Capua
Lista include pe cei care au condus Principatul de Capua, formațiune statală a longobarzilor situată în sudul Italiei și axată în jurul orașului Capua.  

## Conducători longobarzi ai Capuei

### Gastalzi și conți
Gastalzii și conții de Capua erau vasali ai ducilor și principilor de Benevento până la începutul anilor '40 ai secolului al IX-lea, atunci când gastaldul Landulf I a început să manifeste semne de independență. Această tendință a provocat un război civil în Benevento care nu a încetat vreme de zece ani și care s-a încheiat cu definitva independență a Capuei.
- 840–843: Landulf I "cel Bătrân"
- 843–861: Lando I, fiul lui Landulf I
- 861: Lando al II-lea, supranumit Cyruttu (fiul lui Lando I, depus)
- 861–862: Pando "cel Lacom" (unchiul lui Lando al II-lea, uzurpator)
- 862–863: Pandenulf (fiul lui Pando, depus)
- 863–866: Landulf al II-lea (de asemenea episcop de Capua, unchiul lui Pandenulf, uzurpator, depus)
- 866–871: Lambert I (de asemenea duce de Spoleto, impus de împăratul Ludovic al II-lea, depus)
- 871–879: Landulf al II-lea (restaurat)
- 879–882: Pandenulf (restaurat)
- 882–885: Lando al III-lea (vărul lui Pandenulf, uzurpator)
- 885–887: Landenulf I (fratele lui Lando al III-lea)
- 887–910: Atenulf I (fratele lui Landenulf I, de asemenea principe de Benevento)
  - 901–910: Landulf al III-lea, co-guvernator

### Principi
În anul 910, principatele de Benevento și Capua au fost unite prin cucerirea efectuată de Atenulf I și declarate inseparabile.
- 910–943: Landulf al III-lea, co-principe din 901
  - 911–940: Atenulf al II-lea, co-principe
  - 940–943: Landulf al IV-lea, co-principe (probabil din 939)
  - 933–943: Atenulf al III-lea Carinola, co-principe
- 943–961: Landulf al IV-lea "cel Roșu", co-principe din 940
  - 943–961: Pandulf I "Cap de Fier", co-principe
  - 959–961: Landulf al V-lea, co-principe
- 961–968: Landulf al V-lea, co-principe împreună cu fratele său
- 961–981: Pandulf I "Cap de Fier" (de asemenea duce de Spoleto (din 967), principe de Salerno (din 978) și principe de Benevento (din 961) 
  - 968–981: Landulf al VI-lea, co-principe

Principatul de Capua aşa cum apare în anul 1000

În anul 982, principatele de Capua și Benevento au fost definitiv separate ca urmare a divizării operate la moartea lui Pandulf Cap de Fier și aprobate prin decret imperial.
- 981–982: Landulf al VI-lea
- 982–993: Landenulf al II-lea
- 993–999: Laidulf
- 999-1000: Adhemar (de asemenea, duce de Spoleto)
- 1000–1007: Landulf al VII-lea
- 1007–1022: Pandulf al II-lea
  - 1009–1014: Pandulf al III-lea, co-principe
- 1016–1022: Pandulf al IV-lea, supranumit Lupul din Abruzzi
- 1022–1026: Pandulf al V-lea (de asemenea conte de Teano)
  - 1023–1026: Ioan, co-principe
- 1026–1038: Pandulf al IV-lea, restaurat
- 1038–1047: Guaimar (de asemenea principe de Salerno)
- 1047–1050: Pandulf al IV-lea, restaurat
- 1050–1057: Pandulf al VI-lea
- 1057–1058: Landulf al VIII-lea

## Principi normanzi de Capua
Acești principi făceau parte din familia normandă Drengot și a reprezentat o contrapondere la puterea tot mai mare a familiei Hauteville până la pierderea totală a puterii.  
- 1058–1078: Richard I
- 1078–1091: Iordan I
- 1091–1106: Richard al II-lea
  - 1092–1098: Lando al IV-lea, a deținut Capua în opoziție cu Richard al II-lea
- 1106–1120: Robert I
- 1120: Richard al III-lea
- 1120–1127: Iordan al II-lea
- 1127–1156: Robert al II-lea
  - 1135–1144: Alfons, candidat din partea lui Roger al II-lea al Siciliei
  - 1144–1154: Guillaume "cel Rău", candidat din partea lui Roger al II-lea al Siciliei

Principi aflați în Regatul Siciliei, Capua devenind un simplu apanaj față de regii normanzi cu sediul în Palermo:
- 1155–1158: Robert al III-lea
- 1166–1172: Henric